# کریستین بورل (بازیکن فوتبال)
کریستین بورل (انگلیسی: Christian Borel؛ زادهٔ ۱۳ نوامبر ۱۹۵۶) بازیکن فوتبال اهل فرانسه است.
از باشگاه‌هایی که در آن بازی کرده‌است می‌توان به باشگاه فوتبال باستیا و باشگاه فوتبال لیل اشاره کرد.